# Sants Pares de Mèrida
Els Sants Pares de Mérida és el nom conjunt donat als sants Pau, Fidel i Massona que foren bisbes d'Emèrita Augusta, actual Mèrida, entre 530 i 606, anys que la seu arribà a la seva màxima esplendor. El seu culte fou oblidat durant segles, però al final del segle xx, el bisbe de Mérida-Badajoz Santiago García Aracil va recuperar-lo i el va incloure al santoral propi de l'arxidiòcesi, fixant-ne la festivitat el 14 de novembre.

## Pau de Mèrida
- Article principal: Pau de Mèrida

Sant Pau de Mèrida (530-560), metge d'origen grec, fou bisbe durant un llarg pontificat i es comprometé en la lluita contra els heretges arrians, majoritaris en la diòcesi.

## Fidel de Mèrida
- Article principal: Fidel de Mèrida

Nebot de Pau, el va succeir en la seu metropolitana i fou bisbe fins al 571. Va fer restaurar la basílica de Santa Ierusalem, que dedicà a Santa Maria i convertí en catedral, i edificà el palau episcopal. Va destacar per la seva caritat i humilitat.

## Massona de Mèrida
- Article principal: Massona

Sant Massona fou el més destacat dels arquebisbes de Mèrida i una de les personalitats més notables de la seva època. Va sofrir persecució per part del rei Leovigild perquè es fes arrià; va aconsellar al príncep Hermenegild, convertit al catolicisme, i va assistir al III Concili de Toledo (589), en el qual el rei Recared va abjurar de l'heretgia arriana i es va convertir al catolicisme.